# Neuville-lès-Vaucouleurs
Neuville-lès-Vaucouleurs är en kommun i departementet Meuse i regionen Grand Est (tidigare regionen Lorraine) i nordöstra Frankrike. Kommunen ligger i kantonen Vaucouleurs som tillhör arrondissementet Commercy. År 2022 hade Neuville-lès-Vaucouleurs 147 invånare.

## Befolkningsutveckling
Antalet invånare i kommunen Neuville-lès-Vaucouleurs
| Referens: INSEE |